# Boltwoodit
Boltwoodit ist ein selten vorkommendes Mineral aus der Mineralklasse der „Silikate und Germanate“ mit der chemischen Zusammensetzung K[UO2|SiO3OH]·1,5H2O und damit chemisch gesehen ein Kalium-Uranyl-Silikat mit zusätzlichen Hydroxidionen.
Boltwoodit kristallisiert im monoklinen Kristallsystem und entwickelt faserige bis nadelige, nach der c-Achse [010] gestreckte Kristalle bis etwa einem Zentimeter Länge, die meist zu büscheligen oder radialstrahligen Mineral-Aggregaten angeordnet sind. Das je nach Ausbildungsform durchsichtige bis durchscheinende Mineral ist von gelber bis hellgelber Farbe, hinterlässt aber auf der Strichtafel einen weißen Strich. Kristalloberflächen zeigen einen glasähnlichen, Aggregatformen dagegen einen eher perl- bis seidenähnlichen Glanz.

## Etymologie und Geschichte
Boltwoodit wurde zu Ehren des Radiochemikers Bertram Borden Boltwood benannt, der die Uran-Blei-Datierung entwickelte.
Das Mineral wurde durch Clifford Frondel und Jun Ito Im Jahr 1956 erstmals beschrieben. 1981 gelangen Frances V. Stohl und Deane K. Smith die Strukturbestimmung an verzwillingten Kristallen, die in der Formel (H3O)K[(UO2)(SiO4)](H2O) resultierte. Die Arbeiten anderer Wissenschaftler legen jedoch nahe, dass die Kalium-Ionen ebenfalls durch Natrium-Ionen ersetzt werden können.
Im Jahr 1998 gelang Burns schließlich eine genauere Einkristallstrukturanalyse, die die Strukturformel des Boltwoodits als (K0,56Na0,42)[(UO2)(SiO3OH)]·1,5H2O bestimmte. Die Struktur der SiO3OH-Gruppe wird des Weiteren durch Infrarot-Spektroskopie untermauert.
Als Typlokalität gilt das Uranbergwerk Picks Delta bei Delta im Emery County des US-Bundesstaates Utah. Das Typmaterial des Minerals wird im National Museum of Natural History in Washington, D.C. unter Katalognummer 112710 aufbewahrt.

## Klassifikation
In der zuletzt 1977 überarbeiteten 8. Auflage der Mineralsystematik nach Strunz gehörte der Boltwoodit zur Mineralklasse der „Silikate und Germanate“ und dort zur Abteilung der „Neso-Subsilikate“ (Familie der Uranyl-Silikate), wo er zusammen mit Cuprosklodowskit, Kasolit, Sklodowskit, Uranophan und Uranophan-β (heute: Parauranophan) die „Uranophan-(β-Uranophan)-Gruppe“ mit der Systemnummer VIII/A'.14 bildete.
In der zuletzt 2018 überarbeiteten Lapis-Systematik nach Stefan Weiß, die formal auf der alten Systematik von Karl Hugo Strunz in der 8. Auflage basiert, erhielt das Mineral die System- und Mineralnummer VIII/B.34-060. Dies entspricht der Abteilung „Inselsilikate mit tetraederfremden Anionen“, wo Boltwoodit zusammen mit Cuprosklodowskit, Kasolit, Natroboltwoodit, Oursinit, Sklodowskit, Uranophan und Parauranophan (ehemals Uranophan-β) eine unbenannte Gruppe mit der Systemnummer VIII/B.34 bildet.
Die von der International Mineralogical Association (IMA) zuletzt 2009 aktualisierte 9. Auflage der Strunz’schen Mineralsystematik ordnet den Boltwoodit in die erweiterte Klasse der „Silikate und Germanate“, dort aber ebenfalls in die Abteilung der „Inselsilikate (Nesosilikate)“ ein. Diese ist allerdings weiter unterteilt nach der möglichen Anwesenheit zusätzlicher Anionen und der Koordination der beteiligten Kationen oder den in der Verbindung vorherrschenden Anionenkomplexen, so dass das Mineral entsprechend seiner Zusammensetzung in der Unterabteilung „Uranyl-Insel- und Polysilikate“ (U : Si = 1 : 1) zu finden ist, wo es zusammen mit Kasolit, Natroboltwoodit, Uranophan(-α) und Parauranophan die „Uranophan-Kasolit-Gruppe“ mit der Systemnummer 9.AK.15 bildet.
In der vorwiegend im englischen Sprachraum gebräuchlichen Systematik der Minerale nach Dana hat Boltwoodit die System- und Mineralnummer 53.03.01.05. Dies entspricht ebenfalls der Klasse der „Silikate“ und dort in die Abteilung der „Inselsilikate: SiO4-Gruppen und andere Anionen komplexer Kationen“. Hier ist er zusammen mit Cuprosklodowskit, Kasolit, Natroboltwoodit, Oursinit, Sklodowskit, Swamboit-(Nd), Uranophan und Uranophan-β in der „Uranophangruppe“ mit der Systemnummer 53.03.01 innerhalb der Unterabteilung „Inselsilikate: SiO4-Gruppen und andere Anionen komplexer Kationen mit (UO2)“ zu finden.

## Kristallstruktur
Boltwoodit kristallisiert monoklin in der Raumgruppe P21 (Raumgruppen-Nr. 4) mit den Gitterparametern a = 7,0772 Å; b = 7,0597 Å; c = 6,6479 Å mit β = 104,98° und 2 Formeleinheiten pro Elementarzelle.
Die Grundstruktur des Boltwoodits besteht aus Schichten kettenförmiger, kantenverknüpfter pentagonal-bipyramidaler Uranyleinheiten, deren äquatoriale Sauerstoffatome jeweils durch tetraedrisch koordinierte Siliciumatome verbunden sind. Die Siliciumatome koordinieren dabei drei Uranyleinheiten; die vierte Bindungsstelle wird durch ein Hydroxid-Ion abgesättigt. Die K+- respektive Na+-Ionen verbrücken die gegenüberliegenden Uranyl-Einheiten und koordinieren die Hydroxyl-Gruppe des Siliciums. Die SiO3OH-Geometrie entspricht dabei den Strukturen der anderen Minerale der Uranophangruppe Cuprosklodowskit, Sklodowskit, Uranophan und Uranophan-β.

## Eigenschaften
Das Mineral ist durch seinen Urangehalt von bis über 55 % als sehr stark radioaktiv eingestuft und weist eine spezifische Aktivität von mehr als 99,3 kBq/g auf (zum Vergleich: natürliches Kalium 31 Bq/g).

## Bildung und Fundorte

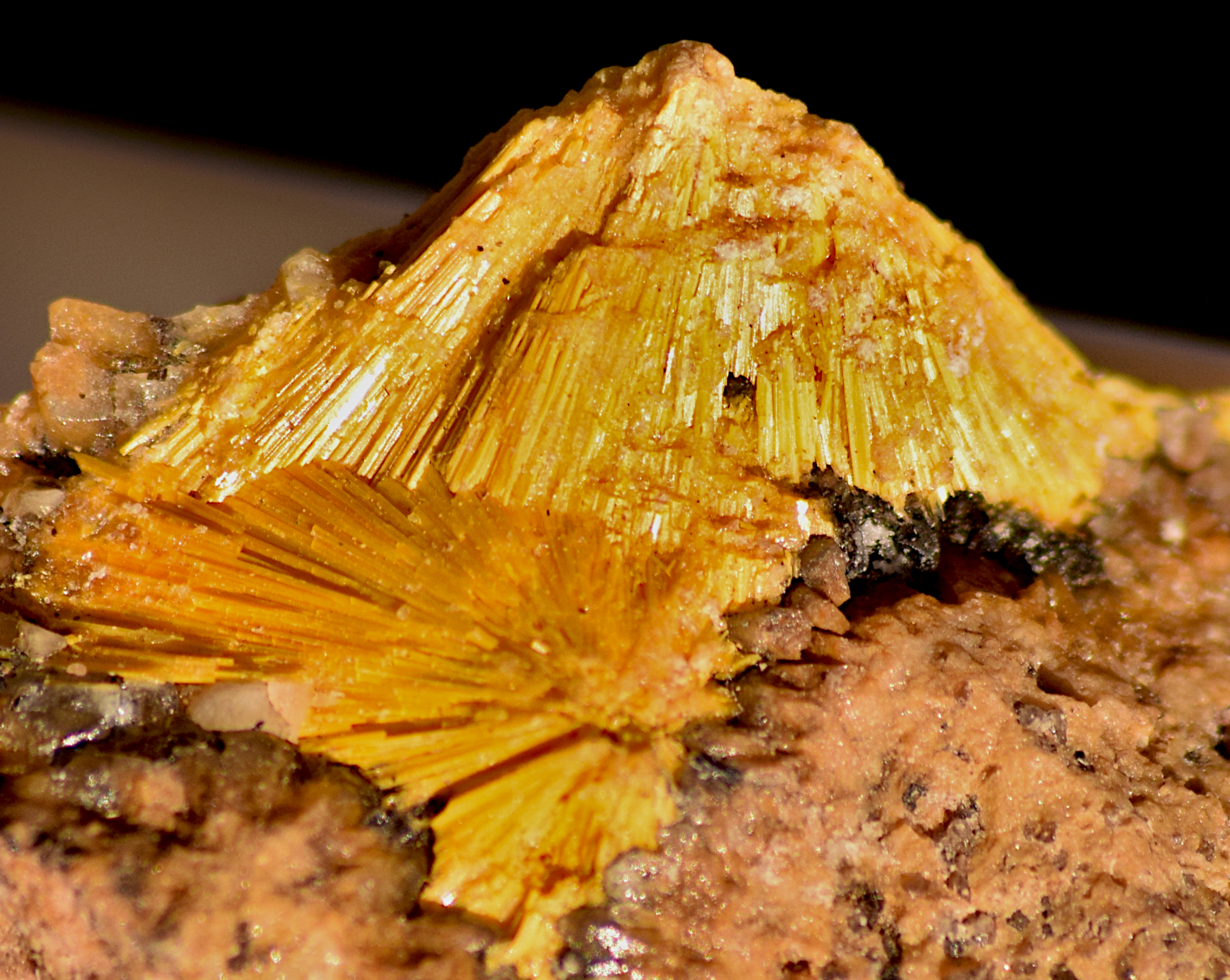
Boltwoodit-Aggregat aus Goanikontes mit ca. 13 mm langen Kristallen

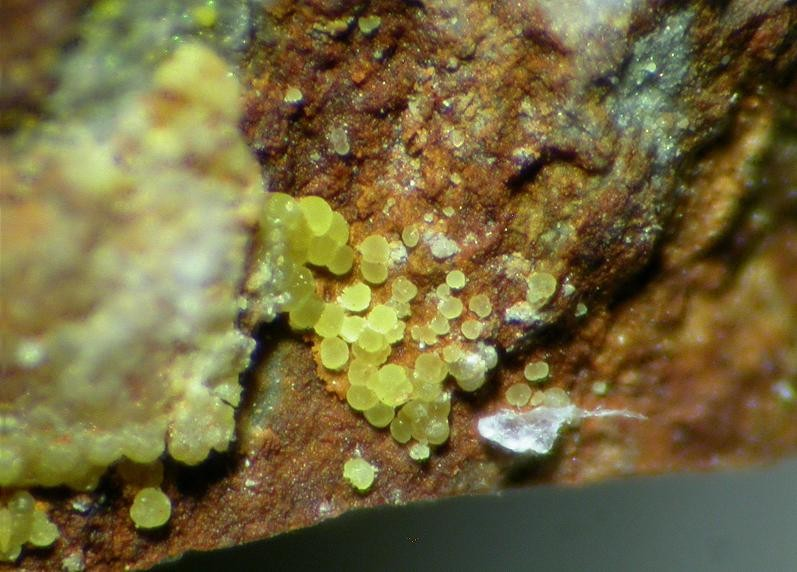
Kugeliger Boltwoodit auf Matrix aus der Repete Mine, Blanding, San Juan County, Utah, USA

Boltwoodit bildet sich in der äußeren Umwandlungszone, die hydratisierte Uranyloxide umgibt, wo er primäres Uraninitvorkommen überkrustet. Er findet sich in pegmatitischem Gestein wie auch in Sandstein. Als Begleitminerale können neben Uraninit unter anderem noch Becquerelit, Fluorit, Fourmarierit, Gips und Phosphuranylit auftreten.
Als seltene Mineralbildung konnte Boltwoodit nur an wenigen Orten nachgewiesen werden, wobei bisher weltweit rund 70 Fundstellen dokumentiert sind. Außer an seiner Typlokalität, dem Uranbergwerk Picks Delta (auch Pick's Mine, Delta Mine, Hidden Splendor) nahe dem gleichnamigen Ort im Emery County trat das Mineral in Utah noch in den Gruben Pay Day und Lucky Strike No. 2 im gleichen County sowie in mehreren Gruben im Grand County, Juab County und San Juan County auf. Weitere bekannte Fundstellen in den Vereinigten Staaten liegen im Coconino County von Arizona, im San Bernardino County in Kalifornien, den Counties Gunnison, Mesa und Saguache in Colorado, im Clark County von Nevada, im Northampton County in Pennsylvania, im Live Oak County in Texas sowie in den Counties Big Horn und Niobrara von Wyoming.
In Deutschland fand sich Boltwoodit bisher nur in der Uranlagerstätte Bühlskopf bei Ellweiler (siehe auch Uranerzaufbereitungsanlage Ellweiler) in Rheinland-Pfalz und im Uranbergwerk Streuberg (Halde Schacht 254) mit hydrothermaler Gangmineralisation in der sächsischen Gemeinde Bergen.
Der bisher einzige bekannte Fundort in Österreich ist die Grube Peter bei Bad St. Leonhard im Lavanttal in Kärnten.
Weitere Fundorte liegen unter anderem in Argentinien, Australien, China, Frankreich, Griechenland, Iran, Japan, Kanada, Mexiko, Namibia, Norwegen, Schweden, der Slowakei, in Spanien, Südafrika, Tschechien, der Ukraine und im Vereinigten Königreich (England, Schottland).

## Vorsichtsmaßnahmen
Aufgrund der Toxizität und der starken Radioaktivität des Minerals sollten Mineralproben vom Boltwoodit nur in staub- und strahlungsdichten Behältern, vor allem aber niemals in Wohn-, Schlaf- und Arbeitsräumen aufbewahrt werden. Ebenso sollte eine Aufnahme in den Körper (Inkorporation, Ingestion) auf jeden Fall verhindert und zur Sicherheit direkter Körperkontakt vermieden sowie beim Umgang mit dem Mineral Atemschutzmaske und Handschuhe getragen werden.